# Laportea aestuans
Espèce
Laportea aestuans est une espèce de plantes à fleurs de la famille des Urticaceae.